# Canadian Journal of Physiology and Pharmacology
Das Canadian Journal of Physiology and Pharmacology, abgekürzt Can. J. Physiol. Pharmacol., ist eine wissenschaftliche Fachzeitschrift, die vom Canadian Science Publishing-Verlag veröffentlicht wird. Die Zeitschrift wurde 1929 unter dem Namen Canadian Journal of Research gegründet. Im Jahr 1951 wurde der Name in Canadian Journal of Medical Sciences geändert, im Jahr 1954 erfolgte die Änderung in Canadian Journal of Biochemistry and Physiology. Die Zeitschrift wurde 1964 geteilt in Canadian Journal of Biochemistry und in Canadian Journal of Physiology and Pharmacology. Die Zeitschrift erscheint mit zwölf Ausgaben im Jahr. Es werden Arbeiten aus den Bereichen Physiologie, Ernährungswissenschaften, Pharmakologie und Toxikologie veröffentlicht.
Der Impact Factor lag im Jahr 2014 bei 1,77. Nach der Statistik des ISI Web of Knowledge wird das Journal mit diesem Impact Factor in der Kategorie Pharmakologie und Pharmazie an 164. Stelle von 254 Zeitschriften und in der Kategorie Physiologie an 57. Stelle von 83 Zeitschriften geführt.